# Wielicki Ogród

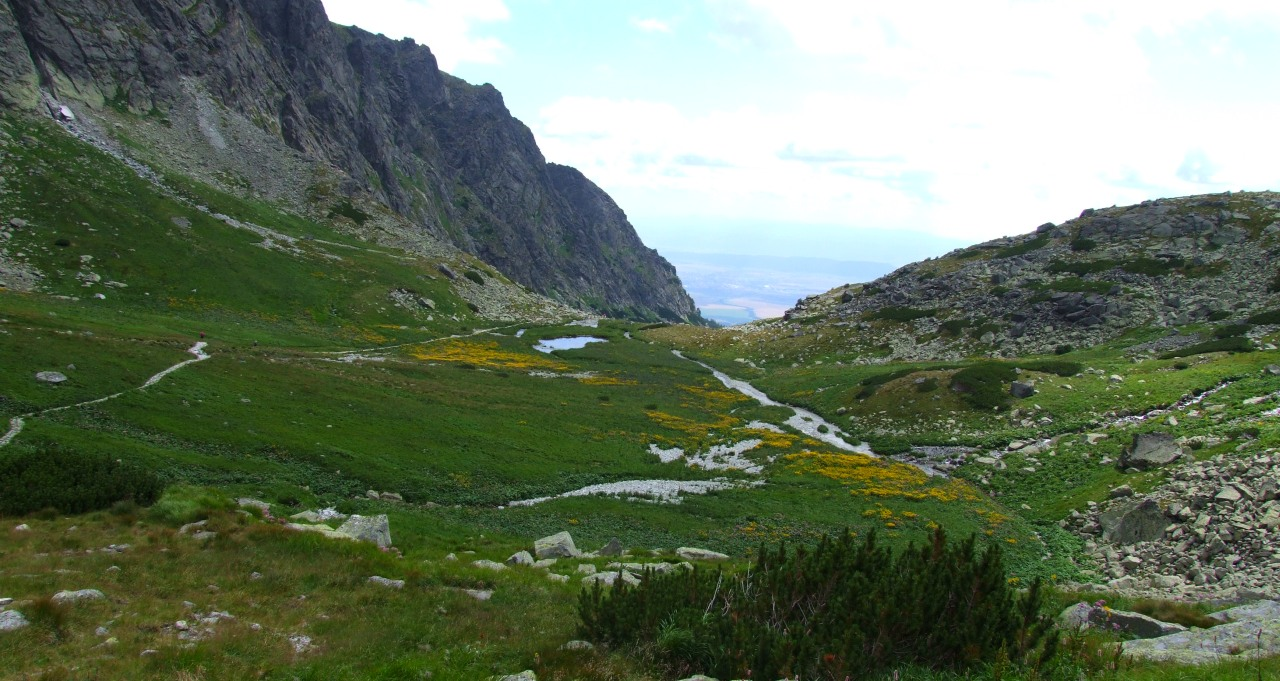
Wielicki Ogród

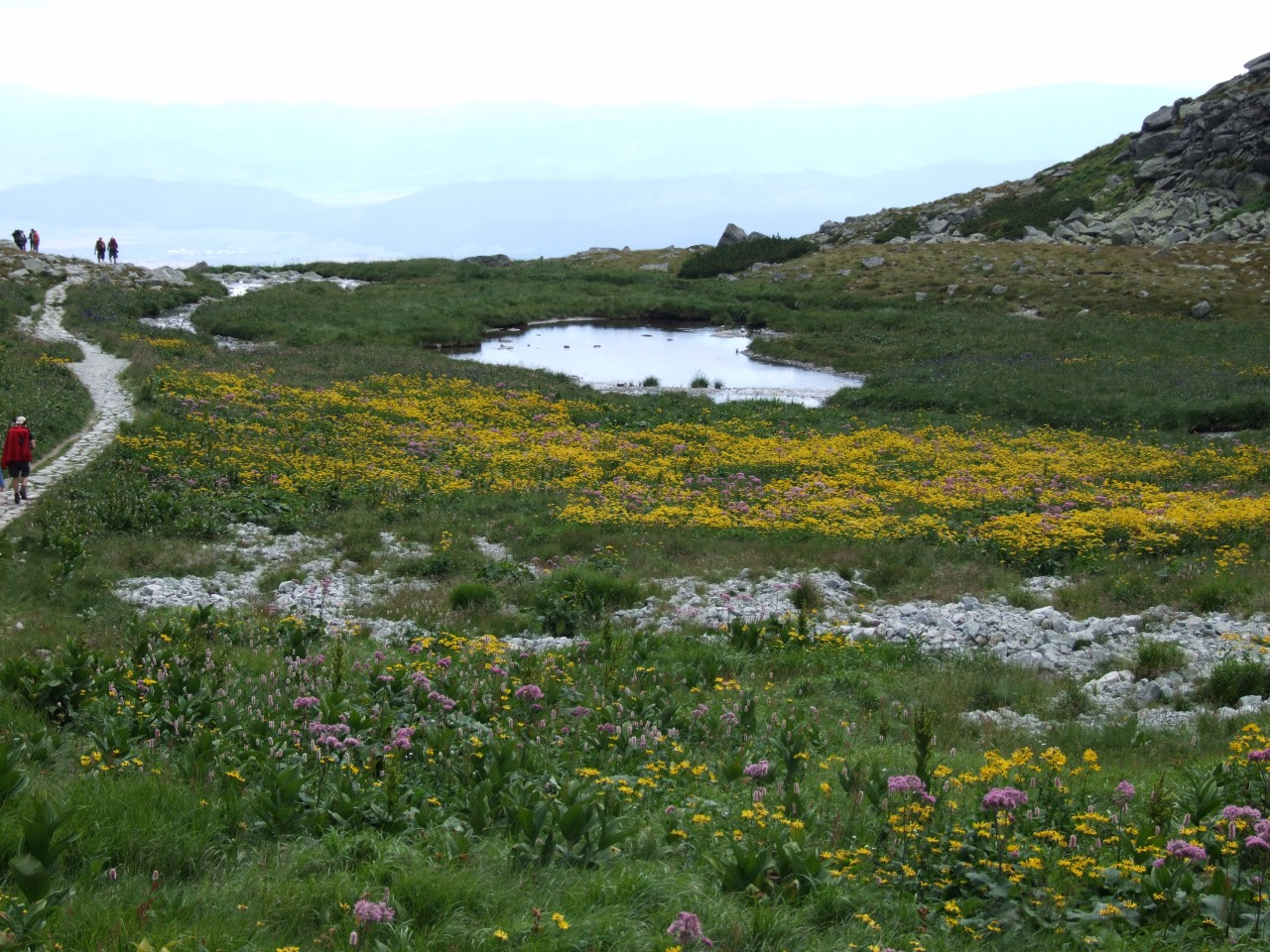
Wielicki Ogród i Kwietnicowy Staw

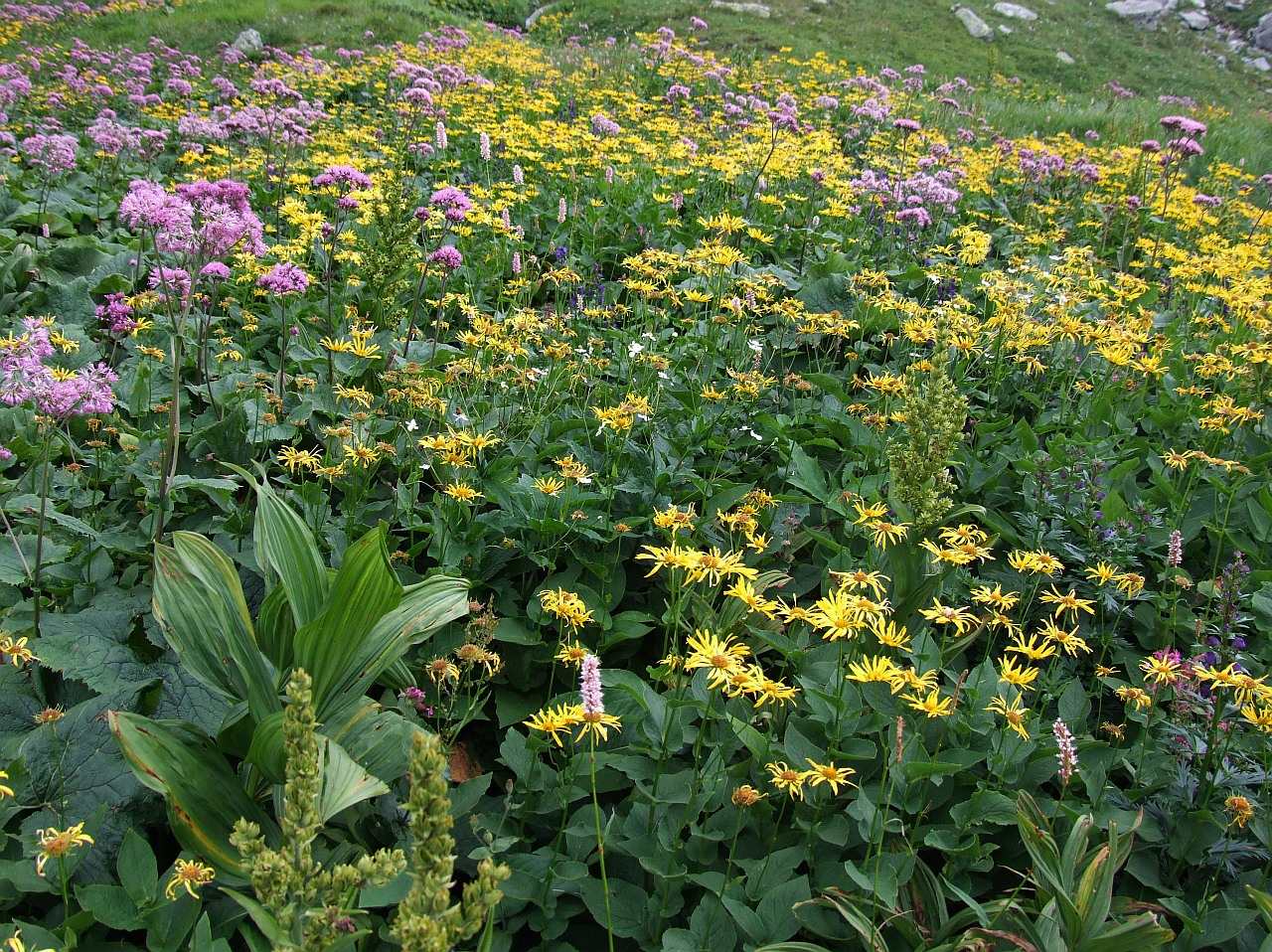
Ziołorośla Wielickiego Ogrodu

Wielicki Ogród (słow. Kvetnica, dawniej Záhradka, niem. Blumengarten, Unterer Blumengarten, Felkaer Blumengarten, węg. Virágoskert, Alsó Virágoskert, dawniej Virágkert), zwany też Pośrednim Wielickim Ogrodem, dawniej Ogrodem Wahlenberga lub Kwietnikiem – duża rówień w Dolinie Wielickiej w słowackich Tatrach Wysokich. Znajduje się na środkowym piętrze tej doliny, powyżej progu skalnego z Wielicką Siklawą. Powstała w wyniku zasypania piargami i zamulenia jeziora morenowego, które po ustąpieniu lodowca tutaj się znajdowało. Skromną pozostałością po tym jeziorze jest niewielki Kwietnicowy Staw znajdujący się tuż powyżej progu. Po dawnym jeziorze pozostały bogate w próchnicę osady denne, na których obecnie rozwijają się jedne z najbujniejszych w całych Tatrach zespoły ziołorośli (Adenostylion). Ich bujnemu rozwojowi sprzyja również stałe, dobre nawodnienie przez potok Wielicka Woda spływający z wyżej położonego Długiego Stawu i jego dopływ spływający z podnóży Ponad Ogród Turni. W otoczeniu Kwietnicowego Stawu licznie rosną takie gatunki, jak: omieg górski, miłosna górska, starzec gajowy, ciemiężyca zielona, jaskier platanolistny, tojad mocny, rdest wężownik i inne.
Bogata flora Wielickiego Ogrodu od dawna fascynowała botaników. Już w 1793 i 1796 i wielokrotnie potem badał ją Thomas Mauksch. Był też tutaj Göran Wahlenberg, który uzupełniał zielnik Karola Linneusza i w 1814 napisał dzieło Flora Carpaticum principalium, które do dzisiaj ma wartość naukową.
Wielicki Ogród był też dawniej przez jakiś czas wypasany. Później jednak zaprzestano tego, gdyż bydło podczas przejścia przez próg ponad Wielickim Stawem przy Mokrej Wancie ulegało wypadkom. Zbierano tylko siano i transportowano na dół.
Od znakowanej ścieżki szlaku turystycznego na Wielickim Ogrodzie odchodzi nieznakowana ścieżka przez Wielicką Próbę na Gerlach. W przeciwnym kierunku z Wielickiego Ogrodu pną się dwa żleby przecinające urwiska Granackich Baszt: Granacki Żleb i Dwoisty Żleb.
W Dolinie Wielickiej istnieją jeszcze dwa inne ogrody: Wyżni Wielicki Ogród i Niżni Wielicki Ogród.

## Szlaki turystyczne
– zielony szlak z Tatrzańskiej Polanki wzdłuż Wielickiej Wody, obok Śląskiego Domu nad Wielicki Staw, przez Mokrą Wantę, Wielicki Ogród i dalej na przełęcz Polski Grzebień.